# Свети Георги (Охрид)
Вижте пояснителната страница за други значения на Свети Георги.
„Свети Георги“ (на македонска литературна норма: „Свети Георгиј“) е възрожденска православна църква в Горна Влашка махала на Охрид, Република Македония. Църквата е част от Охридското архиерейско наместничество на Дебърско-Кичевската епархия на Македонската православна църква – Охридска архиепископия.

## Архитектура
Изградена е в 1838 година върху основи на по-стар храм, като годината е издълбана в камък, вграден в източната стена на храма. В архитектурно отношение е еднокорабна сграда с петстранна апсида на изток със слепи ниши. Градена е от дялан камък, като в подпокривните венци, около вратите и апсидата са от бигор. Във вътрешността има женска църква и слепи куполи, от които средният е на четири колони.
Храмът е изписан в 1889 година. В 1973 – 1983 година Георги (Гьоко) Кръстевски от Охрид я изписва отново. В 1977 година олтарът е изписан от Йонче Симонче от Охрид., По-късно олтарът е изписан отново от Драган Ристески също от Охрид. Покрай църквата в ХХ век от западната и южната страна са изградени затворени тремове. На южната страна, покрай трема, в 1984-5 година е изградена кръщелня с фрески от Драган Ристески.
В църквата има голяма колекция на икони от XV – XIX век. Царските двери в църквата са от средата XVI век и са дело на изтъкната художествена работилница, действала на територията на Охридската архиепископия. На дверите е изобразено Благовещение с изписан църковнославянски текст в долната част, от който се разбира, че дверите са изработени по времето на поп Йоан с пари на Стоян. Други произведения от същата работилница са царските двери на „Света Богородица Перивлепта“ - днес в Националния исторически музей в София, дверите от „Големи Свети Врачи“ - днес на иконостаса на „Света Богородица Перивлепта“, дверите от неидентифицирана църква в Охрид - днес в Националния музей в Белград, дверите в „Свети Никола“, дверите от „Свети Пантелеймон“ в Горно Нерези и дверите от „Свети Никола“ в Присовяни.
В интериора на храма ценни са и владишкият престол и амвонът. До втората половина на XX век в двора на храма е имало и училищна страда, изградена в края на XIX век. В XX век на запад и юг са доградени затворени тремове и кръщелня.